# Prosaiska krönikan
Prosaiska krönikan, även kallad Prosakrönikan (Vetus chronicon sveciæ prosaicum) är en historisk berättande källa. Den skrevs ned i slutet av 1400-talet, troligen i Gråbrödraklostret i Stockholm. Texten finns i samma handskrift som den tidigaste versionen av Sturekrönikan. Prosakrönikan börjar med Noa och hans söner och går fram till 1400-talets mitt. Den har till stor del en karaktär av anekdotsamling och anses ha ett mycket begränsat källvärde vad gäller de skildrade personerna och händelseförloppen. Däremot förekommer i krönikan en hel del kulturhistoriskt intressanta detaljer.
Prosakrönikan har av Sten Lindroth kallats "det första försöket att skriva en svensk rikshistoria på prosa".
Prosaiska krönikan finns tryckt i G.E. Klemming (utg) Småstycken på fornsvenska (Stockholm 1868-81).